# 艾曼·扎瓦希里
艾曼·穆罕默德·拉比耶·扎瓦希里（阿拉伯语：أيمن محمد ربيع الظواهري，羅馬化：ʾAyman Muḥammad Rabīʿ aẓ-Ẓawāhirī，[ˈʔæjmæn mæˈħæmmæd ɾɑˈbiːʕ ez.zˤɑˈwɑhɾi]；1951年6月19日—2022年7月31日），臺灣、香港常稱查瓦希里，中國大陸常稱扎瓦希里。埃及人，蓋達組織第二任首領，是蓋達組織不可或缺的重要人物，曾领导埃及伊斯兰圣战组织。扎瓦希里是一名眼科、外科醫師，並對伊斯蘭傳統教義有較深入了解，想法非常激進，他也精通多國語言，能講流利的阿拉伯語、英語和法語。他被美國懸賞2,500萬美元，是當時懸賞金最高的通緝犯。

## 生平
1951年扎瓦希里生於埃及开罗市曼雅迪。出身世家，祖父是神职人员，父亲是药学教授。
1973年埃及伊斯蘭聖戰組織成立，扎瓦希里當時攻讀埃及最具盛名的开罗大学醫科，基於對宗教的熱忱，加入該組織。
1974年毕业，后获外科醫學硕士学位。不久，自行開業。
1981年，該組織刺殺埃及總統沙達特时，有301人落網，扎瓦希里也在內，但是扎瓦希里獲法官判定與刺殺案無關，只以他非法持有槍械，判處有期徒刑三年。而埃及伊斯蘭聖戰組織領袖阿爾祖馬被判終身監禁，故扎瓦希里成為第二任也是最後一任的首領。
1985年，扎瓦希里出獄，並在巴基斯坦重操舊業當起外科醫生，專門為1979年阿富汗戰爭的傷兵進行緊急救護；在蘇聯入侵阿富汗期間與賓·拉登相遇，並開始兩人近三十年的合作，共同發動「聖戰」以恐怖攻擊對抗歐美國家。扎瓦希里曾參與策劃1998年美国大使馆爆炸案以及科爾號驅逐艦炸彈襲擊事件。
2001年，扎瓦希里策劃了911事件，造成數千人傷亡，美國的世貿大樓倒塌，開啟美國的反恐戰爭，隨後他和賓·拉登逃進阿富汗與巴基斯坦邊界一帶，在其被击毙之前一直是美國政府的重大通緝要犯。
2011年5月2日，賓·拉登於巴基斯坦阿伯塔巴德遭美國海豹部隊第六分隊擊斃。6月16日，蓋達組織宣布扎瓦希里接替賓拉登成為領袖。

## 死亡
2022年7月31日，扎瓦希里在阿富汗喀布尔的一间安全屋内被美军的无人机击毙，终年71岁。阿富汗伊斯蘭酋長國官员随后表示，他们不清楚扎瓦希里为何会在阿富汗境内，并指示调查和情报机构对事件进行全面调查；同时强调不会违反与美国在2020年的《杜哈和平協議》时的承诺，并表示他们不会窝藏任何试图对包括美国在内的任何国家构成威胁的人。